# باشگاه فوتبال رادکلیف المپیک
باشگاه فوتبال رادکلیف المپیک (به انگلیسی: Radcliffe Olympic Football Club) یک باشگاه فوتبال در شهر رادکلیف اون ترنت، کشور انگلستان است که در سال ۱۸۷۶ میلادی تأسیس شده‌است.